# Loaded & Live
Loaded & Live è un album della King Earl Boogie Band, uscito nel 2009.

## Tracce
1. Money To Burn - 5:08 - (Peabody)
2. Somebody Changed The Lock - 5:29 -(Weldon)
3. Matchbox - 4:59 -(Trad./arranged King Earl Boogie Band)
4. Going To The Dance - 3:59 - (Peabody)
5. Who Do You Love - 5:21 - (McDaniel)
6. Blue Slate Slide - 5:53 - (Peabody)
7. What'd I Say - 6:57 -(Charles)
8. Jelly Roll Baker - 3:40 -(Johnson)
9. Slow Down - 7:02 - (Williams)
10. Rambling On My Mind - 4:39 - (Johnson)
11. Rollin' And Tumblin' - 4:17 -(Newbern/arranged King Earl Boogie Band)
12. Big Road - 4:04 - (Johnson)
13. Marie Marie - 3:14 - (Alvin)

## Formazione
- Ian Cambell (Chitarra, voce)
- Dave Peabody (Chitarra
- Colin Earl (Piano ex Mungo Jerry, ex Foghat
- Les Calvert (Basso)
- John Coghlan (batteria) brani 1, 2, 3, 4, 6, 7, 8, 9 ex Status Quo, ex Diesel
- Keith Allen (batteria) brani 5, 10, 11, 13